# Áyiai Paraskiaí
Áyiai Paraskiaí är en ort i Grekland.   Den ligger i prefekturen Nomós Irakleíou och regionen Kreta, i den sydöstra delen av landet, 300 km söder om huvudstaden Aten. Áyiai Paraskiaí ligger 365 meter över havet och antalet invånare är 864.
Terrängen runt Áyiai Paraskiaí är kuperad åt nordväst, men åt sydost är den platt. Terrängen runt Áyiai Paraskiaí sluttar norrut. Runt Áyiai Paraskiaí är det ganska glesbefolkat, med 39 invånare per kvadratkilometer. Närmaste större samhälle är Heraklion, 14,3 km norr om Áyiai Paraskiaí. Trakten runt Áyiai Paraskiaí består till största delen av jordbruksmark.